# Sunagawa

Sunagawa (砂川市 Sunagawa-shi?) este un municipiu din Japonia, prefectura Hokkaidō.